# Alma Redemptoris Mater
Alma Redemptoris Mater (doslova Životodárná matko spasitele) je katolický církevní hymnus. Jde o jednu ze čtyř mariánských antifon. Za jejího autora je pokládán středověký básník Heřman z Reichenau. Modlitba, oslavující v básnických obrazech Pannu Marii, je psána v pravidelných časoměrných hexametrech, což je ve středověké poesii poměrně neobvyklé.
Její latinský text zní: Alma Redemptoris Mater, quae pervia caeli porta manes, et stella maris, succurre cadenti surgere qui curat, populo: tu quae genuisti, natura mirante, tuum sanctum genitorem, Virgo prius ac posterius, Gabrielis ab ore sumens illud Ave, peccatorum miserere.
Oficiální liturgický překlad do češtiny zní takto: Slavná Matko Spasitele, bráno nebes, hvězdo mořská, na pomoc přijď svému lidu, který touží povstat z hříchu. Přijalas zvěst Gabriela, porodilas svého Tvůrce, pannou jsi být nepřestala - celý vesmír nad tím žasne. Smiluj se nad hříšným světem.
Modlitba byla mnohokrát zhudebněna a je využívána při celé řadě liturgických příležitostí. V římskokatolickém breviáři je uvedena jako jedna z antifon, které je možné zpívat nebo recitovat na závěr kompletáře, stejně jako Salve Regina téhož básníka.